# Бибиков, Василий Петрович
Василий Петрович Бибиков — генерал-лейтенант из рода Бибиковых.

## Биография
Родился в 1790-е годы, умер после 1841 года.
Дата вступления на военную службу неизвестна.
В 1816 году был командиром роты, поручик и полковой адъютант Лейб-гвардии Семёновского полка.
8 июля 1820 года, будучи штабс-капитаном, был пожалован во флигель-адъютанты.
Переведен майором в 4-й Морской полк после «семеновской» истории в 1820 году.
Командир Первой бригады учебных кораблей в 1837 году, генерал-майор (03.04.1838), в отставке — генерал-лейтенант.

## Награды
Российской Империи:
- Орден Святой Анны 2-й степени (1831)
- Орден Святого Владимира 3-й степени (1831)
- Знак отличия за XX лет беспорочной службы (1834)
- Орден Святого Станислава 2-й степени (1836)
- Орден Святого Станислава 1-й степени (1841)
- Орден Святого Георгия 4-й степени (№ 6394; 5 декабря 1841)
- Орден Святой Анны 1-й степени (1843)

Иностранных государств:
- Прусский знак отличия Железного Креста (1813)
- Прусский Орден Красного орла 2-й степени (1841)